# 16-os busz (Sopron)
A soproni 16-os jelzésű autóbusz Lackner Kristóf utca, autóbusz-állomás és Ágfalvi úti lakótelep végállomások között közlekedett.

## Története
A 16-os busz korábban az Autóbusz-állomás és a Gázbontó (most: Ágfalvi úti lakótelep) között közlekedett, a Ferenczy János utca - (az egyirányú szakasz miatt ellenkező irányba a Mező utca) - Kossuth Lajos utca - Baross úton át, majd a 90-es évek vége felé megszűnt, és 2001. június 11-én indult újra, ekkor csak munkanapokon közlekedett, az Ágfalvi úti lakótelep felé a Selmeci utca - Táncsics Mihály utca - Kossuth Lajos utca - Baross úton át, visszafelé az Ágfalvi út - Bánfalvi út - Kossuth Lajos utca - Mező utca - Ferenczy János utcán keresztül. 2002. június 17-től már a Lackner Kristóf utca felé is újra a Baross úton át közlekedett. 2003. június 16-tól a Leckner Kristóf utca felé közlekedő járatok a Kossuth Lajos utca, villanyóra nevű megállónál is megállnak. 2005-ben a Villanyóránál lévő körforgalom átadása után a Ferenczy János utca egyirányú szakaszán, és a teljesen egyirányú Mező utcában a kötelező haladási irányt megfordították, így a kialakult szűk keresztmetszet miatt a járat a Lackner Kristóf utca felé is a Táncsics Mihály utca - Selmeci utcán keresztül közlekedik, és ekkortól már nem állnak meg a Kossuth Lajos utca, villanyóra nevű megállónál. Hasonló útvonalon jár a 4-es busz, amely az Ipar körútról indul.
 2015. december 13-tól a járat indulásait hétvégi napokon a felére csökkentették.
 2022. október 22-től Sopron város önkormányzatának döntése alapján, az energiaválság következtében jelentős menetrendi változások és járatritkítások léptek érvénybe. A módosítások értelmében a 16-os busz a továbbiakban nem közlekedik.

## Közlekedés
A vonalon Ikarus 260, Ikarus 280, Ikarus 415, Credo BC 11, Credo BN 12, Credo BN 18, Rába Premier 091, Mercedes-Benz Citaro, Mercedes-Benz Citaro G és MAN Lion’s City típusú járművek közlekedtek.
 Az autóbusz utolsó menetrendje szerint munkanapokon reggel és délután, valamint szombaton napi egy alkalommal, munkaszüneti napokon pedig délben és késő délután közlekedett.

## Útvonal
| Lackner Kristóf utca, autóbusz-állomás → Ágfalvi úti lakótelep |
| --- |
| Lackner Kristóf utca, autóbusz-állomás végállomás – Lackner Kristóf utca – Selmeci utca – Táncsics Mihály utca – Kossuth Lajos utca – Baross út – Terv utca – Öntöde utca – Ágfalvi út – Ágfalvi úti lakótelep végállomás |

| Ágfalvi úti lakótelep → Lackner Kristóf utca, autóbusz-állomás |
| --- |
| Ágfalvi úti lakótelep végállomás – Ágfalvi út – Kelénpataki utca – Heimler Károly utca – Kertvárosi utca – Ágfalvi út – Öntöde utca – Terv utca – Baross út – Kossuth Lajos utca – Táncsics Mihály utca – Selmeci utca – Lackner Kristóf utca – Lackner Kristóf utca, autóbusz-állomás végállomás |

## Megállóhelyek
| Távolság (km) | Idő (perc) | Megállóhely neve / korábbi neve(i)                     | Idő (perc) | Távolság (km) | Átszállási lehetőségek (a 2022.10.21.-ig érvényes menetrend szerint)                                                                                           | Nevezetességek / Helyek / Intézmények / Megjegyzések                                                            |
| ------------- | ---------- | ------------------------------------------------------ | ---------- | ------------- | --- | --- |
| 0             | 0          | Lackner Kristóf utca, autóbusz-állomás                 | 10         | 4,0           | 1, 2, 3, 3Y, 4, 5, 5A, 5B, 5T, 5Y, 6, 7, 7A, 7B, 8, 10, 10Y, 11Y, 12, 12A, 13, 13B, 14, 14B, 17, 20, 21, 27, 27B, 32, 33 Helyközi és távolsági autóbuszjáratok | Soproni autóbusz-állomás Soproni Rendőrkapitányság Káposztás utcai Stadion INTERSPAR áruház Vásárcsarnok        |
| 0,6           | 1          | Táncsics utca, templom Táncsics utca 4.                | 9          | 3,2           | 3, 4, 11, 11A, 17, 21, 21A, 22, 27Y | Jézus Szíve templom Soproni SZC Vendéglátó, Kereskedelmi Technikum és Kollégium SOE Benedek Elek Pedagógiai Kar |
| 1,0           | 2          | Kossuth Lajos utca, Vadász utca Kossuth Lajos utca 20. | 8          | 2,8           | 3, 4, 21, 21A, 22 | Sopron-Déli pályaudvar Sopron vármegye Makett és Emlékpark                                                      |
| 1,3           | 3          | Baross út, Déli pályaudvar                             | 7          | 2,5           | 4 | Sopron-Déli pályaudvar                                                                                          |
| 2,0           | 4          | Baross út, sörgyár Baross út, szőnyeggyár              | 6          | 1,9           | 4 | Heineken Hungária Sörgyárak Zrt.                                                                                |
| 2,4           | 5          | Terv utca Terv utca, SOFA                              | 5          | 1,4           | 4 | Heineken Hungária Sörgyárak Zrt.                                                                                |
| 2,9           | 7          | Öntöde utca Ágfalvi út, vasöntöde                      | 3          | 0,9           | 4, 21, 21A, 22 | |
| 3,2           | 8          | Berkenye utca                                          | 2          | 0,7           | 4, 21, 21A, 22 | |
| 3,5           | 9          | Ágfalvi úti lakótelep                                  | 0          | 0             | 4, 21, 21A, 22 | |